# James Madison (biskop)
James Madison, född den 27 augusti 1749, död den 6 mars 1812, var den förste biskopen av Virginia i Amerikanska Episkopalkyrkan i Förenta Staterna, en av de första biskopar som konsekrerades för den nya kyrkan efter amerikanska revolutionen. Han var kusin till president James Madison.